# Замошенський Казанський монастир
51°14′21″ пн. ш. 29°53′20″ сх. д. / 51.239166666667° пн. ш. 29.888888888889° сх. д.
Замошенський Казанський монастир — колишній старообрядницький жіночий монастир, що діяв у слободі Замошшя Радомисльського повіту (нині в Зоні відчуження Чорнобильської АЕС) з початку XIX століття до 30-х років XX століття.

## Історія
Монастир заснований на початку ХІХ століття. У 1834 році поміщик Олександр Іванович Ходкевич дарує обителі 2 десятини та 450 сажнів землі. В 1834 році в монастирі проживає 40 насельниць.
У 1863 році монастир постраждав від пожежі, яка знищила всі споруди на його території. Це могло стати причиною його закриття, тому що закони забороняли будувати нові будівлі в старообрядницьких монастирях без дозволу уряду, але питання вдалося вирішити завдяки прихильності київського генерал-губернатора. 1889 року в монастирі проживало 65 насельниць. В 1899 році їх було всього 29.
У 1930-х роках монастир було закрито радянською владою. 1936 року в монастирській церкві відкрили клуб. Під час німецько-радянської війни німці влаштували над нею спостережну вежу, а всередині розмістили стайню, але водночас не перешкоджали людям молитися у теплій монастирській моленні. Після повернення радянських військ у моленні відкрили школу, а віруючі збиралися по будинкам один в одного. У 1986 році під час евакуації населення після Чорнобильської катастрофи майно моленні забрали до села Луб'янка, а потім передали до київської Успенської церкви.